# Leuchtturm Storoschno
Der Leuchtturm Storoschno (russisch Стороженский маяк), auch bekannt als Leuchtturm Storoschenski, ist ein aktiver Leuchtturm am Ladogasee in der Oblast Leningrad, Russland. Er befindet sich auf einer Halbinsel an der Ostseite des Sees, die die Swir- von der Wolchow-Mündungsbucht trennt, im Dorf Storozhno.
Mit einer Bauwerkshöhe von 71 m ist er der siebthöchste ‚traditionelle Leuchtturm‘ der Welt und der vierthöchste Steinleuchtturm. Er ist baugleich mit dem etwas kleineren Leuchtturm Ossinowezki.

## Geschichte
Im Jahr 1799 wurde beschlossen, die ersten beiden Leuchttürme am Ladogasee zu bauen – am Kap Storoschno und an der Lude Schelesniza. Die Zeichnungen dieser Bauwerke wurden 1799 von Generalmajor François Sainte de Wollant genehmigt, noch bevor die Wasserstraßen Mariinskogo und Tichwinskogo eröffnet wurden. Die Bauarbeiten begannen im März 1800. Es war im Prinzip ein hoher Holzmast mit acht Stürzen. Zur Laterne führte eine schräge Leiter. Der Einsatz dieser ersten Ladoga-Leuchttürme war nur kurz – gleich im ersten Jahr wurden sie vom Eisgang zerstört. Der Turm wurde repariert, wieder aufgebaut und funktionierte weiter. In einem Bericht von 1811 wurde über ihn geschrieben, er sei „in einem komplett baufälligen Zustand“.

Der nächste Leuchtturm an dieser Stelle wurde 1818 gebaut. Die Höhe des Neubaus bis zur oberen Plattform betrug (fast) „10,5 Faden“ (≈19,2 m). Der Leuchtturm war aus Holz – oktagonal mit fünf Stockwerken. 1839 wurde die Holzkonstruktion durch einen Steinbau ersetzt, mit größerer Feuerhöhe über dem See und mit angeschlossenem Wärterhaus. Er blieb lange Zeit der einzige steinerne Leuchtturm in der Ladoga-Region.

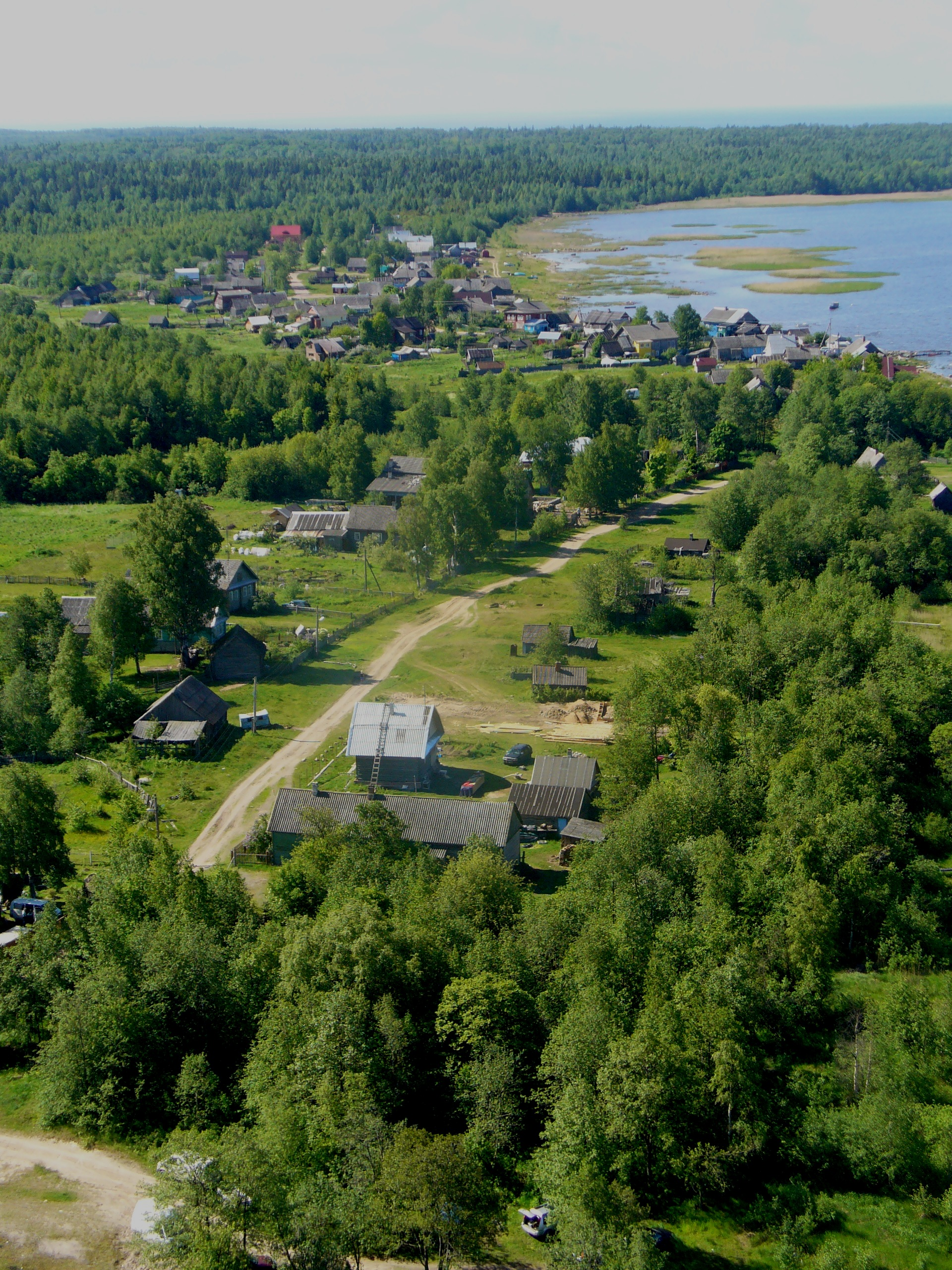

In den Jahren 1900–1905 wurde eine neue Anordnung der Leuchttürme im südlichen Teil des Ladogasees festgelegt. Dieser Plan sah vor, dass der Steinbau des Leuchtturms Storoschno erhöht wurde, um eine Beleuchtungsreichweite von 22 Seemeilen (≈41 km) zu erreichen. Auf der Sitzung im April 1907 wurde jedoch beschlossen, den Bau des alten Leuchtturms aufzugeben und einen neuen etwas abseits vom alten zu bauen. Grund für diese Anpassung des Projekts war der schlechte Zustand des Mauerwerks. So erschien 1911 der vierte, jetzt noch existierende Leuchtturm Storoschno.

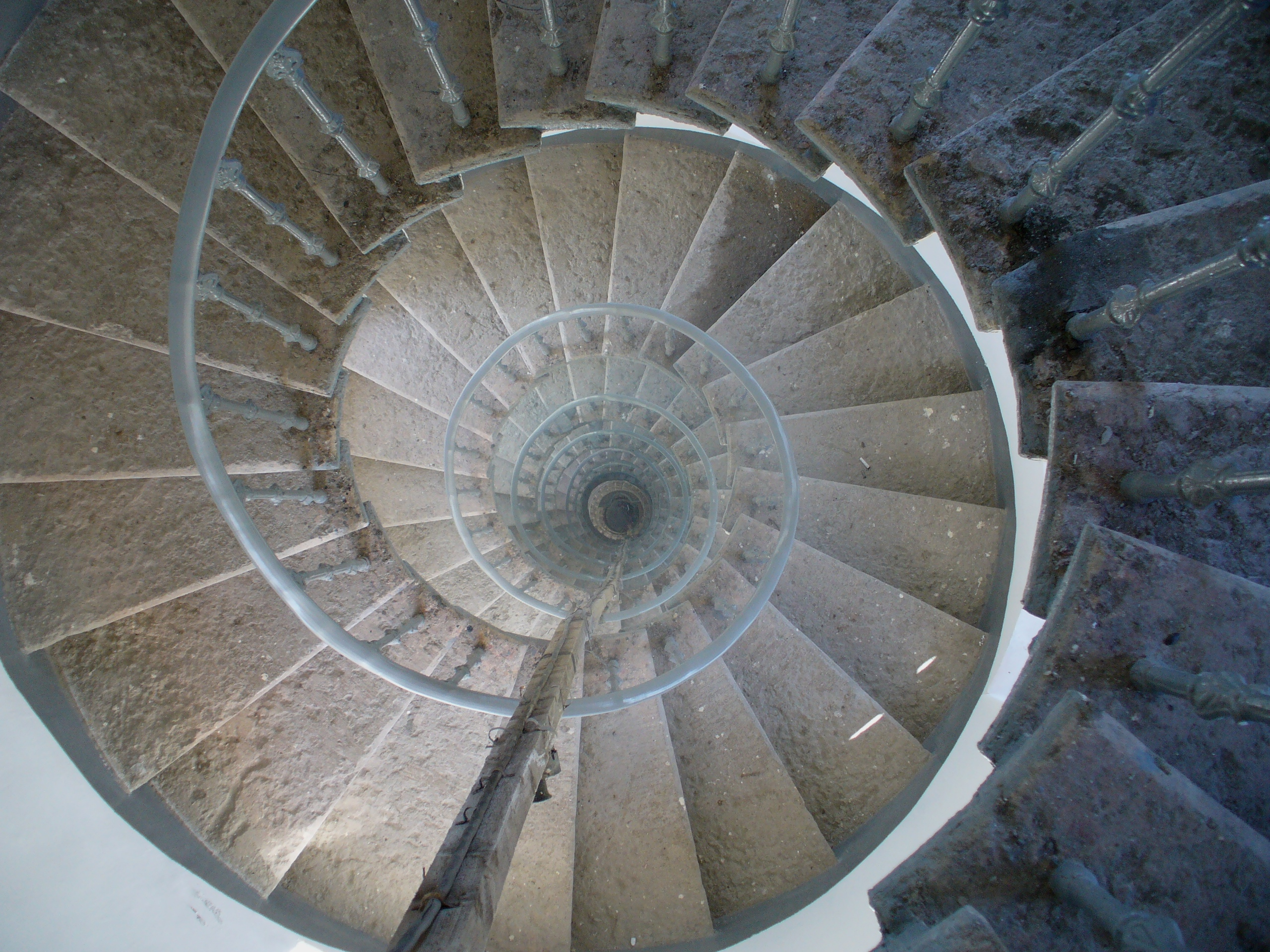

Es ist ein 71 m hoher Steinturm, zu dessen Spitze – in die Galerie – eine Wendeltreppe mit 399 Stufen führt. Die Höhe der Laterne liegt auf 76 m, Es ist der siebthöchste ‚traditionelle‘ Leuchtturm der Welt und der zweithöchste in Russland (nach dem Oberfeuer der Leuchttürme Lesnoi in Sankt Petersburg). Für die Lichter wurden Fresnel-Linsen verwendet. Nach verschiedenen Quellen wurde er entweder 1906 oder 1911 gebaut.